# Elitstyrkans hemligheter
Elitstyrkans hemligheter är den svenska versionen av det brittiska tävlingsprogrammet SAS: Who Dares Wins. Den svenska versionen sänds i TV4 och hade premiär 24 januari 2021. Programmet vann Kristallen 2021 i kategorin årets dokusåpa. Säsong 2 hade premiär den 24 februari 2022. Säsong 3 hade premiär 6 april 2023.
Programmet går ut på att ett antal kvinnor och män under ledning av elitsoldater ställs inför fysiskt och psykiskt prövande utmaningar.

## Säsonger
Instruktörerna har varit Jesper "Bella" Berlin, Anders "Slam" Eriksson, Johan "KP" Reispass och Petra "Pam" Malm. Berättarröst står Stefan Sauk för.

### Säsong 1 (2021)
Denna säsong spelades in på Enholmen, utanför Slite på Gotland.
| #  | Namn                      | Ålder |
| -- | ------------------------- | ----- |
| 14 | Madeleine Vall Beijner    | 36    |
| 10 | Max Giovanni Pisano       | 25    |
| 3  | Robin Gustafsson          | 19    |
| 5  | Lukas Svärd               | 39    |
| 6  | David Lavröd              | 28    |
| 11 | Pontus Josefsson          | 27    |
| 2  | Ali Yusefi                | 25    |
| 7  | Anna-Lee Markstedt        | 43    |
| 1  | Rebecka Sundell           | 30    |
| 16 | Marcus Brandt             | 40    |
| 4  | Kristoffer Ahlin          | 48    |
| 13 | Anthony Yigit (Vinnare)   | 28    |
| 12 | Thomas Elengård (Vinnare) | 53    |
| 8  | William Thorén            | 26    |
| 15 | Emma Vånemo               | 34    |
| 9  | Hampus Wenklo (Vinnare)   | 31    |
| 17 | Fredrik Johansson         | 46    |
| 18 | Elin Härkönen             | 26    |

### Säsong 2 (2022)
Denna säsong spelades in på Höga kusten i Ångermanland.
| #  | Namn                            | Ålder | Ort         | Elimineringsdag | Slutplacering |
| -- | ------------------------------- | ----- | ----------- | --------------- | ------------- |
| 1  | Anna Björkman Wallin            | 51    | Stockholm   | 1               |               |
| 2  | Andreas Nilson                  | 35    | Jönköping   |                 |               |
| 3  | Karim Hotek                     | 35    | Jönköping   |                 |               |
| 4  | Deborah "Debbie" Weiss          | 27    | Stockholm   | 2               |               |
| 5  | Kristian Klintbo                | 39    | Helsingborg | 2               |               |
| 6  | Stephanie Pizzignacco (Vinnare) | 35    | Linköping   |                 |               |
| 7  | Jonathan Palmqvist              | 30    | Nyköping    |                 |               |
| 8  | Sven Fornling                   | 33    | Malmö       |                 |               |
| 9  | Anders Sundin                   | 54    | Östersund   |                 |               |
| 10 | Ingeborg Lindgren               | 44    | Sundsvall   |                 |               |
| 11 | Fredrik Bergfeldt (Vinnare)     | 30    | Göteborg    |                 |               |
| 12 | Susan Karuiki                   | 42    | Stockholm   |                 |               |
| 13 | Patrik Widell                   | 39    | Jönköping   |                 |               |
| 14 | Marcus Söderberg                | 31    | Stockholm   |                 |               |
| 15 | Nathalie Stålstierna            | 36    | Stockholm   |                 |               |
| 16 | Henrik Lauksteins               | 48    | Vellinge    | Infiltratör     |               |
| 17 | Robin Wiktorsson                | 25    | Eksjö       |                 | -             |
| 18 | Pernilla Nilsson                | 33    | Stockholm   |                 |               |

### Säsong 3 (2023)
Denna säsong spelades in i Jämtland. Logementet var förlagt i Handöl.
Produktionen beskrivs av TV4 på följande vis:
En av världens tuffaste utmaningar väntar de 18 kvinnor och män som under ledning av fyra före detta elitsoldater ska genomgå prövningar liknande de uttagningstester som görs till ett elitförband. Deltagarna, som består av vanliga människor, är väl förberedda men varje test pressar dem till deras fysiska och psykiska bristningsgräns – eller en bit över den gränsen.
| Nummer | Sändes     | Längd | Deltagare vid start | Deltagare vid slut |
| ------ | ---------- | ----- | ------------------- | ------------------ |
| 1      | 2023-04-06 | 00:44 | 18                  |                    |
| 2      | 2023-04-13 | 00:44 |                     |                    |
| 3      | 2023-04-20 | 00:43 |                     |                    |
| 4      | 2023-04-27 | 00:44 |                     |                    |
| 5      | 2023-05-04 | 00:44 |                     |                    |
| 6      | 2023-05-11 | 00:43 |                     |                    |
| 7      | 2023-05-18 | 00:44 |                     |                    |
| 8      | 2023-05-25 | 00:43 |                     | 2                  |

| Nummer | Namn                  | Ålder | Yrke                                      | Hemort       | Klarade uttagningen | Lämnade i avsnitt | Kommentar                 |
| ------ | --------------------- | ----- | ----------------------------------------- | ------------ | ------------------- | ----------------- | ------------------------- |
| 1      | William-Patrik Molvén | 33    | mental coach och PT                       | Stenungssund | Nej                 | 7                 | Lämnade in armbindeln     |
| 2      | Elina Norling         | 21    | student                                   | Partille     | Nej                 | 6                 | Blev fråntagen armbindeln |
| 3      | Rafael Orteg Rayor    | 58    | idrottslärare                             | Malmö        | Nej                 | 1                 | Blev fråntagen armbindeln |
| 4      | Mikaela Altunkaynak   | 28    | account manager                           | Malmö        | Nej                 |                   |                           |
| 5      | Mathias Ramberg       | 28    | hockeydomare                              | Märsta       | Nej                 | 8                 | Blev fråntagen armbindeln |
| 6      | Thomas Kristoffersson | 48    | VD och entreprenör                        | Dubai        | Nej                 |                   |                           |
| 7      | Joakim Wiesel         | 42    | lärare                                    | Ljungby      | Nej                 |                   |                           |
| 8      | Sebastian Martinsson  | 29    | processoperatör och Bachelor 2021         | Södertälje   | Nej                 | 7                 | Blev fråntagen armbindeln |
| 9      | Esmeralda Tällö       | 24    | student                                   | Södertälje   | Nej                 |                   |                           |
| 10     | Torstein Stenersen    | 33    | före detta skidskytt i landslaget         | Östersund    | Ja                  | -                 |                           |
| 11     | Aila Kollenhag        | 29    | samhällsplanerare                         | Örebro       | Nej                 |                   |                           |
| 12     | Thomas Gottlind       | 42    | HR-chef                                   | Södertälje   | Ja                  | -                 |                           |
| 13     | Sami Saadi            | 23    | lagerarbetare                             | Skärmarbrink | Nej                 | 8                 | Blev fråntagen armbindeln |
| 14     | Ida Rääf              | 30    | anläggare                                 | Sandviken    | Nej                 | 8                 | Blev fråntagen armbindeln |
| 15     | Ola Nilsson           | 33    | anläggare och Sveriges starkaste man 2016 | Kristianstad | Nej                 |                   |                           |
| 16     | Eddy Bengtsson        | 43    | entreprenör och världsmästare i brottning | Göteborg     | Nej                 |                   |                           |
| 17     | Linnéa Bogren         | 33    | PT                                        | Stockholm    | Nej                 |                   |                           |
| 18     | Salim Abdulahad       | 33    | lagerchef                                 | Borås        | Nej                 | 7                 | Blev fråntagen armbindeln |